# Каспийская пуголовка
Каспийская пуголовка, или большеголовая пуголовка (лат. Benthophilus macrocephalus) — вид лучепёрых рыб из семейства  бычковых. Эндемик Каспийского моря, морской вид, обитает в прибрежных водах.

## Описание
Длина тела до 11,6 см. Тело спереди уплощённое. Голова крупная широкая. Чешуя заменена покровными костными образованиями. Жаберная щель маленькая. Плавательный пузырь отсутствует. Грудные плавники без свободных лучей. Ширина головы чуть больше её длины. Членистых лучей во втором спинном плавнике 8½–9½, обычно 8½. Членистых лучей в анальном плавнике 6½–8½, обычно 7½.

## Ареал и местообитание
Эндемик Каспийского моря. Обитает в эстуариях и в прибрежных водах. Один из самых распространённых видов бычковых северного региона моря. В Среднем Каспии встречается вдоль западного берега и в Южном Каспии далее на восток до Горганскоо залива. Летом обитает на мелководье на глубинах 0,5–10 м, в низовьях рек и дельтах рек Урал, Волга, Терек,
Самур. Предпочитет участки моря с солёностью ниже 7–8‰‰. Зимой мигрирует на глубины 20–25 м.